# Grand maître de l'ordre Teutonique
Pour l’article homonyme, voir Grand maître.

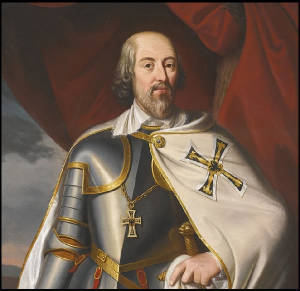
Heinrich Walpot von Bassenheim, premier grand maître de l'ordre Teutonique entre 1198 et 1200

Grand maître (de : Hochmeister, latin :Magister generalis) est le titre traditionnel attribué au dirigeant de l'ordre Teutonique. Il a été attribué pour la première fois, en 1199 à Heinrich Walpot par la reconnaissance officielle du pape Innocent III par la bulle Sacrosancta Romana.
Depuis la transformation de la confrérie hospitalière en ordre militaire, la fonction de grand maître peut être occupée tant par des frères prêtres que par des chevaliers profès. En 1216 cependant, le pape Honoré III décide que seuls les chevaliers profès peuvent accéder à la fonction de grand maître. Cette règle reste en vigueur jusqu'en 1923, où l'ordre se transforme en ordre clérical. À partir de 1923, seuls des frères prêtres sont élus à la tête de l'ordre. 

## Procédure d'élection
Au décès du grand maître précédent, l'interim est en principe assuré par un frère choisi par son prédécesseur pour autant qu'il ait l'agrément de la communauté. Ce frère est chargé de mettre sur pied une réunion des frères (Wahlversammlung) au cours de laquelle est élu un dirigeant de l'élection (Wahlleiter) ainsi que la date de l'élection du nouveau grand maître. L'élection du grand maître n'a en effet pas lieu lors de l'assemblée des frères : elle est confiée à un groupe restreint de 12 frères et du dirigeant de l'élection. Ils sont ainsi 13, comme le Christ et ses 12 apôtres et cela reflète la volonté de l'Ordre d'honorer les apôtres. Ce petit groupe est constitué par cooptation, chaque nouvelle personne nommée priant puis votant ensemble avec les personnes déjà nommées, jusqu'à ce que 12 frères au total aient été nommées. 
A partir de l'élection du vingt-huitième grand maître, Michael Küchmeister von Sternberg, le grand maître reste élu à vie, ce qui n'était pas le cas précédemment. En 1923, le grand maître Eugène d'Autriche-Teschen, démissionne cependant de son poste. A partir de 1929, le mandat de grand maître est limité à six ans.

## Responsabilités
Le grand maître est le représentant de l'Ordre envers les instances extérieures (papauté, royautés, haut clergé et membres de la noblesse). Il est également à la tête des chevaliers de l'ordre dans les combats militaires. L'ordre Teutonique, et par conséquent son grand maître, ne dépendent d'aucun suzerain à part le pape lui-même. Dès 1226 et sur décision de l'empereur Frédéric II, le grand maître est élevé au rang séculier de prince d'empire. Le grand maître de l'ordre Teutonique prend part à des décisions importantes concernant, mais son pouvoir n'est cependant pas absolu. Les statuts de l'Ordre précisent qu'il est tenu de consulter les autres frères dirigeants de l'Ordre pour toute une série de décisions comme par exemple vendre une terre, modifier les statuts de l'Ordre, conclure un traiter de paix, mener une opération militaire ou faire de très importantes dépenses.
Dans le cadre de ses fonctions, le grand maître effectue de nombreux déplacements. Il ne se déplace cependant jamais seul, il est toujours entouré d'un minimum de trois chevaliers de l'Ordre, d'un frère prêtre, d'un clerc (scolaris), d'un scribe, ainsi que des turcopoles. En temps de guerre, sa suite s'accroît au minimum d'un turcopole supplémentaire. Au Moyen-âge tardif, les déplacements du grand maître et de sa suite ressemblent fortement aux cours itinérantes de cette période. Le grand maître se déplace alors en compagnie de serviteurs, de prêtres, de scribes, de chevaliers en armure, de hérauts et de différents autres dignitaires de l'ordre Teutonique.

### Grand conseil
Dans son magistère, le grand maître est secondé par un grand conseil, qu'il dirige. Outre lui, ce conseil est composé du grand commandeur (Grosskomtur), du grand maréchal (Ordensmarschall, puis Grossmarschall), du grand hospitalier (Spittler), du grand trésorier (Tressler) ainsi que du Trapier, responsable de l'intendance. Outre ce grand conseil, des personnes très influentes dans l'Ordre sont également le Deutschmeister (à la tête des commanderies du Saint-Empire romain germanique), un Landmeister de Prusse (jusqu'en 1324) ainsi qu'un Landmeister de Livonie (jusqu'en 1561). 
Au cours du temps, la marge de manœuvre et de pouvoir politique ainsi que l'assise financière du grand maître teutonique varie, notamment en fonction de l'origine sociale des grands maîtres (petite versus grande noblesse, et même un temps, noblesse princière), sa capacité à avoir sa propre assise financière et les rapports de pouvoir au sein de l'Ordre ainsi que les relations avec la papauté et les États voisins. En 1228, l'obtention du fort de Montfort accroit le pouvoir et l'indépendance d'Hermann von Salza. En 1324, lorsque le grand maître Werner von Orseln parvient à fusionner la fonction de grand maître avec celle de Landmeister de Prusse, il opère une très importante concentration des pouvoirs à son profit et un accès direct à des revenus bien plus considérables.

## Lieu de résidence
Les premiers grand maîtres de l'Ordre résident à Saint-Jean d'Acre jusqu'en 1228, où ils s'établissent dans la forteresse de Montfort. Résider à Montfort s'accompagne d'une plus grande indépendance et assise financière du grand maître, qui peut générer des revenus grâce aux terres exploitées autour de Monfort ; le grand maître devient moins dépendant de transfert de fonds des différentes commanderies de l'Ordre. 
Lorsque l'ordre Teutonique perd Montfort à la suite de sa défaite face aux troupes du sultan d'Egypte Baybars en 1271, l'Ordre se replie à Saint-Jean-d'Acre et le grand maître y réside à nouveau. Quand les croisés perdent Saint-Jean d'Acre en 1291, l'ordre Teutonique déplace son centre de commandement à Venise. À partir de 1309, le grand maître réside à Marienbourg. Marienbourg reste le lieu de résidence de l'ordre Teutonique pendant un siècle et demi. En 1454 éclate en Prusse un soulèvement général contre la domination de l’ordre Teutonique. Il s'ensuit une guerre de treize ans entre la Pologne et l'ordre Teutonique dont la Pologne sort victorieuse. En 1466, après avoir perdu de nombreux territoires, la résidence du grand maître de l'ordre Teutonique est transférée à Könisberg (Kaliningrad), en Prusse orientale.  

## Ordres militaires chrétiens
En français, le terme grand maître se réfère tant au titre détenu par le grand maître de l'ordre Teutonique qu'au titre grand maître détenu par les dirigeants des autres ordres militaires chrétiens. En allemand et en latin, les traductions diffèrent. Ces derniers sont en effets désignés par l'appellation Grossmeister en allemand et Magister Magnus en latin. Chez les chevaliers Porte-Glaive, le grand maître porte le titre de Herrenmeister. Ces titres différents correspondent cependant tous à une même fonction : être à la tête de leur ordre respectif. 